# Supplication et remontrance adressée au Roy de Navarre et autres Princes du sang de France
 (octobre 2023).
La mise en forme du texte ne suit pas les recommandations de Wikipédia : il faut le « wikifier ».
Les points d'amélioration suivants sont les cas les plus fréquents :
- Les titres sont pré-formatés par le logiciel. Ils ne sont ni en capitales, ni en gras.
- Le texte ne doit pas être écrit en capitales (les noms de famille non plus), ni en gras, ni en italique, ni en « petit »…
- Le gras n'est utilisé que pour surligner le titre de l'article dans l'introduction, une seule fois.
- L'italique est rarement utilisé : mots en langue étrangère, titres d'œuvres, noms de bateaux, etc.
- Les citations ne sont pas en italique mais en corps de texte normal. Elles sont entourées par des guillemets français : « et ».
- Les listes à puces sont à éviter, des paragraphes rédigés étant largement préférés. Les tableaux sont à réserver à la présentation de données structurées (résultats, etc.).
- Les appels de note de bas de page (petits chiffres en exposant, introduits par l'outil «  Source ») sont à placer entre la fin de phrase et le point final[comme ça].
- Les liens internes (vers d'autres articles de Wikipédia) sont à choisir avec parcimonie. Créez des liens vers des articles approfondissant le sujet. Les termes génériques sans rapport avec le sujet sont à éviter, ainsi que les répétitions de liens vers un même terme.
- Les liens externes sont à placer uniquement dans une section « Liens externes », à la fin de l'article. Ces liens sont à choisir avec parcimonie suivant les règles définies. Si un lien sert de source à l'article, son insertion dans le texte est à faire par les notes de bas de page.
- La présentation des références doit suivre les conventions bibliographiques. Il est recommandé d'utiliser les modèles {{Ouvrage}}, {{Chapitre}}, {{Article}}, {{Lien web}} et/ou {{Bibliographie}}. Le mode d'édition visuel peut mettre en forme automatiquement les références.
- Insérer une infobox (cadre d'informations à droite) n'est pas obligatoire pour parachever la mise en page.

Pour une aide détaillée, merci de consulter Aide:Wikification.
Si vous pensez que ces points ont été résolus, vous pouvez retirer ce bandeau et améliorer la mise en forme d'un autre article.
Ce document est rédigé en 1560 et est une adresse destinée aux Princes du sang, à savoir principalement Antoine de Bourbon, Roi de Navarre et Louis de Bourbon, prince de Condé. Plus généralement, ce texte est diffusé et imprimé dans toute la France et est un pamphlet dirigé contre les Guises.

## Auteur
L’auteur de cet appel aux princes du sang n’est pas connu mais on suppose qu’il pourrait s’agir de François Hotman, un juriste et pamphlétaire Huguenot, le style de l’adresse étant très proche du sien et les arguments utilisés également similaires. Il publie son écrit probablement à Strasbourg, une ville du Saint Empire Romain Germanique et protestante, sans adresse typographique et sans nom d’auteur. Le texte est ensuite apporté en France clandestinement avant d'être diffusé.

## Contexte
En 1560, la situation politique est précaire en France : Henri II meurt d’un accident de joute en 1559 et est remplacé par son jeune fils de 15 ans, François II qui confie le pouvoir à ses oncles : le duc François de Guise et le Cardinal François de Lorraine, son frère, et écarte donc Antoine de Bourbon du pouvoir, sans réelle résistance de sa part. Ce texte est également rédigé peu de temps après la Conjuration d’Amboise qui avait pour but de capturer les Guises et de libérer Le Roi ou du moins d’accéder à sa personne. L’opération a lieu au début du mois de mars 1560 et échoue. Ces deux événements, la conjuration et la prééminence des Guises au gouvernement, sont fondateurs pour la rédaction de ce texte.
Ce texte est donc écrit dans un contexte nouveau, directement après la première prise d’arme des calvinistes, le premier acte de rébellion armée ainsi que sur fond d’inaction des princes du sang suscitant une certaine impatience chez les protestants s’accompagnant parfois de colère.

## Contenu
Ce texte s’inscrit dans la lignées des écrits protestants, majoritairement des suppliques, formulées comme un appel à l’aide qui se multiplient après la Conjuration d'Amboise. Il est également typique de l’argumentaire politique protestant se formant autour d’une critique acerbe des Guises qui prend forme dans le  début des années 1560. Critique dirigée plus particulièrement contre le frère du Duc de Guise, le Cardinal de Lorraine qui est une cible privilégiée pour les Huguenots, hostiles au clergé romain,,.
Parallèlement au contexte d'écriture et à ses convictions personnelles, l'auteur parle très peu de la religion et développe un argumentaire politique qui s’adresse à tous les Français dans le but de les monter contre les Guises. On met en avant leur cruauté et la tyrannie qu'ils exercent sur le Royaume de France : ils sont des mauvais conseillers pour le Roi. Ils sont également accusés d'être des étrangers : des Lorrains, malgré la naturalisation de leur père au début du siècle. C'est donc un véritable appel à la révolte générale contre ceux qui auraient usurpé le pouvoir et agiraient comme des tyrans, les Guises étant en position de force au début du règne de François II qui leur a donné le gouvernement. Les princes du sang sont aussi attaqués par ce texte : on remet en cause leur honneur et leur réputation afin de les inciter à agir. En effet, ce texte est avant tout une adresse aux princes du sang prenant parfois un ton fort énergique et même parfois agressif. Ils sont présentés comme les "légitimes princes et gouverneurs du royaume", leur place a donc été usurpée par les Guises et ils ont le devoir de réclamer ce qui leur revient de droit,.